# Evangelische Landesschule zur Pforte
Die Evangelische Landesschule zur Pforte in Meinerzhagen im Sauerland bestand von 1968 bis 1997. Sie wurde auf Initiative ehemaliger Schüler der Fürstenschule St. Marien zur Pforte gegründet. Träger war die Evangelische Kirche von Westfalen.

## Geschichte
Gründungsrektor war der Altphilologe Christian Hartlich aus Tübingen, in Tradition zu seinem Vater, Otto Hartlich, dem ehemaligen Rektor der Fürstenschule St. Afra zu Meißen.
Die „Landesschule“ (wie sie in Kurzform schlicht genannt wurde) sollte die Tradition der zu diesem Zeitpunkt auf dem Gebiet der DDR gelegenen Fürstenschulen und verwandten Schulen – sächsische, brandenburgische und thüringische Fürsten-, Landes- und Klosterschulen (St. Afra zu Meißen, St. Augustin zu Grimma, St. Marien zur Pforte bei Naumburg, das Joachimsthalsche Gymnasium in Templin und die Klosterschule Roßleben) – in der Bundesrepublik Deutschland fortführen. Sie knüpfte damit allerdings auch an das Erbe von St. Marien zur Pforte an, die die einzige altsprachliche Nationalpolitische Erziehungsanstalt (Napola) in der Zeit des Nationalsozialismus war.
Die Landesschule sollte als humanistisches Internatsgymnasium alte Bildungstraditionen aufgreifen und durch ihr Selbstverwaltungssystem im Internatsbereich modernisieren.
Bis in die späten 1990er Jahre existierte die Landesschule in humanistischer Tradition. Dabei spielte die Selbstverwaltung der rund 200 Internatsschüler, auch „Knabendemokratie“ genannt, eine wichtige Rolle. Von der Landesschule gingen wiederum Impulse auf das Leben in der Stadt Meinerzhagen aus.
Anfangs war das Internatsgymnasium eine Bildungseinrichtung nur für Jungen. 1977 wurde schrittweise die Koedukation eingeführt.
Nach der Wiedervereinigung, die auch dazu führte, dass die Landesschule Pforta, das Sächsische Landesgymnasium Sankt Afra, das Gymnasium St. Augustin sowie die Klosterschule Roßleben wieder an alte Traditionen anknüpften, und angesichts eines spürbaren Mangels an geeigneten Schülern wurde die Evangelische Landesschule zur Pforte Ende der 1990er Jahre geschlossen und das Gebäude 2005 abgerissen. Lediglich das Rektorenhaus ist erhalten geblieben und wird heute von Privatpersonen bewohnt.
Der Grundstein des ehemaligen Schulgebäudes der Landesschule mit dem Leitsatz „ubi spiritus, ibi libertas“ („Wo Geist ist, da ist Freiheit“) befindet sich heute in der Landesschule Pforta und erinnert dort an die frühere Landesschule.
Bekannte Schüler waren unter anderem Stephan Bissmeier, Uwe Bunz, Markus Hering, Nikolaus Meyer-Landrut, Cornelius Nestler, Moritz Reichelt, Oliver Tolmein, Nico Ueberholz, Erich Virch, Christian von Daniels (van Laack), Lars von Saldern und Andreas Zumach.